# 卡納西語
卡納西語（Kanashi）是印度北部喜马偕尔邦庫魯縣一條與世隔絕的山村馬拉納村、有近1700位村民所使用的一種語言。這種語言是汉藏语系藏-喜马拉雅语群西喜马拉雅语支的成員，但與其他同屬汉藏语系的語言均無法溝通。村民認為他們的語言很神聖、而且不能向外傳授。

## 社會語言學處境
現時在馬拉納村有約1700位活躍的卡納西語使用者，比早前2000年代估算的1400位及1970年代時估算的1000位為多。但這種語言現時依然仍然被認為是瀕危，因為馬拉納村位於海平面以上約一萬英尺，遠離文明。

## 簡單句子
很明顯卡納西語的使用者偏好使用簡單句多於複雜句及複合句，因為這兩種句式只有零星的使用量。卡納西語的使用者會使用主動賓語序及主賓動語序。

## 延伸閱讀
- Kanashi on Word for Water （页面存档备份，存于） at Jstor
- Language to Trace Kanashi History at The Times of India
- [doi:10.5750/bjll.v6i0.799 Reduplication in Kanashi] The Buckingham Journal of Language and Linguistics